# Sontikari
Sontikari är en ö i Finland. Den ligger i sjön Lappajärvi sjö och i kommunen Lappajärvi i den ekonomiska regionen  Järviseutu ekonomiska region  och landskapet Södra Österbotten, i den centrala delen av landet, 300 km norr om huvudstaden Helsingfors. Öns area är 0,1 hektar och dess största längd är 90 meter i sydväst-nordöstlig riktning.